# Amos Ocari
Amos Antonio Maria Occari (Polesella, 28 settembre 1823 – Castelmassa, 27 aprile 1897) è stato un ingegnere e patriota italiano.

## Biografia
Figlio dell'ingegnere civile Carlo e dell'insegnante Rosa Munari, Amos Antonio Maria Ocari nacque a Polesella il 28 settembre del 1823.
L'Ocari, da giovane, per sua ammissione, fu un vero “scavezzacollo”. Nell'autobiografia che scrisse “tanto per passare il tempo… e ormai vecchio” annota curiosamente: “Fui in seminario di Rovigo due anni, fortunato di non avermi dovuto coprire della sottana del prete, che da assai tempo cordialmente aborro perché nemico della patria. E dire che ho servito messa e mi commossi anche talvolta assistendo a certe rappresentazioni religiose, poste in scena con particolare gesuitica perizia! Fui poi messo a dozzina dal signor Barbiroli fino alla quarta ginnasiale. Studiai poco e passai sempre; si passava tanto facilmente! In una lettera del Barbiroli a mio padre s'invocava la di lui autorità per correggere –diceva lui- la mia insubordinazione. Si capisce che, allora come dopo, mi era impossibile subire rassegnato il dispotico volere dei prepotenti e, più che insubordinato fui ribelle… tanto per cominciare. Passai poi a Padova, ove terminato lo studio ginnasiale; feci lì due anni del corso filosofico e mi iscrissi a legge. Fortuna volle che in iscuola, apostrofato per sbaglio dal professore di diritto naturale signor Tolomei, rispondessi risentito per modo che, in fine d'anno, fatto pure un esame passabile, il professor Tolomei mi appiccicasse una magnifica insufficienza di condotta, che fecondata dal riposo delle vacanze divenne il principio di un anno irreparabile. […] Devo alla ginnastica, non la forza, ma la robustezza delle membra per cui n'ebbi tanto vantaggio nella vita! … Senonché la ginnastica ci fece necessariamente un po' “buli” e, subodorando forse la guerra (eravamo nel '45 e '46) abbiamo fatte le nostre prime prove embrionali di lotta e di tattica coi poliziotti e soldati austriaci. Non mi fermerò a lungo su questa esistenza un po' scapestrata, accennerò soltanto che in “combattimento”, salvai la pelle abbandonando il mantello ad un poliziotto che me lo aveva afferrato, ed in altro affare detto del “Gambero” assai più serio, fui ferito gravemente da baionetta dell'Agovitz e fatto prigioniero. […] Il processo pel fatto del “Gambero” ove fui ferito, trattato dal tribunale, ebbe esito felice; essendosi potuto dimostrare l'aggressione dei poliziotti e soldati nell'osteria del Gambero e non un'anteriore nostra vittoria con una pattuglia di poliziotti. Ma la polizia austriaca non perdona. […] Dovetti perciò andarmene per laurearmi a Pavia”.

### Al servizio del risorgimento

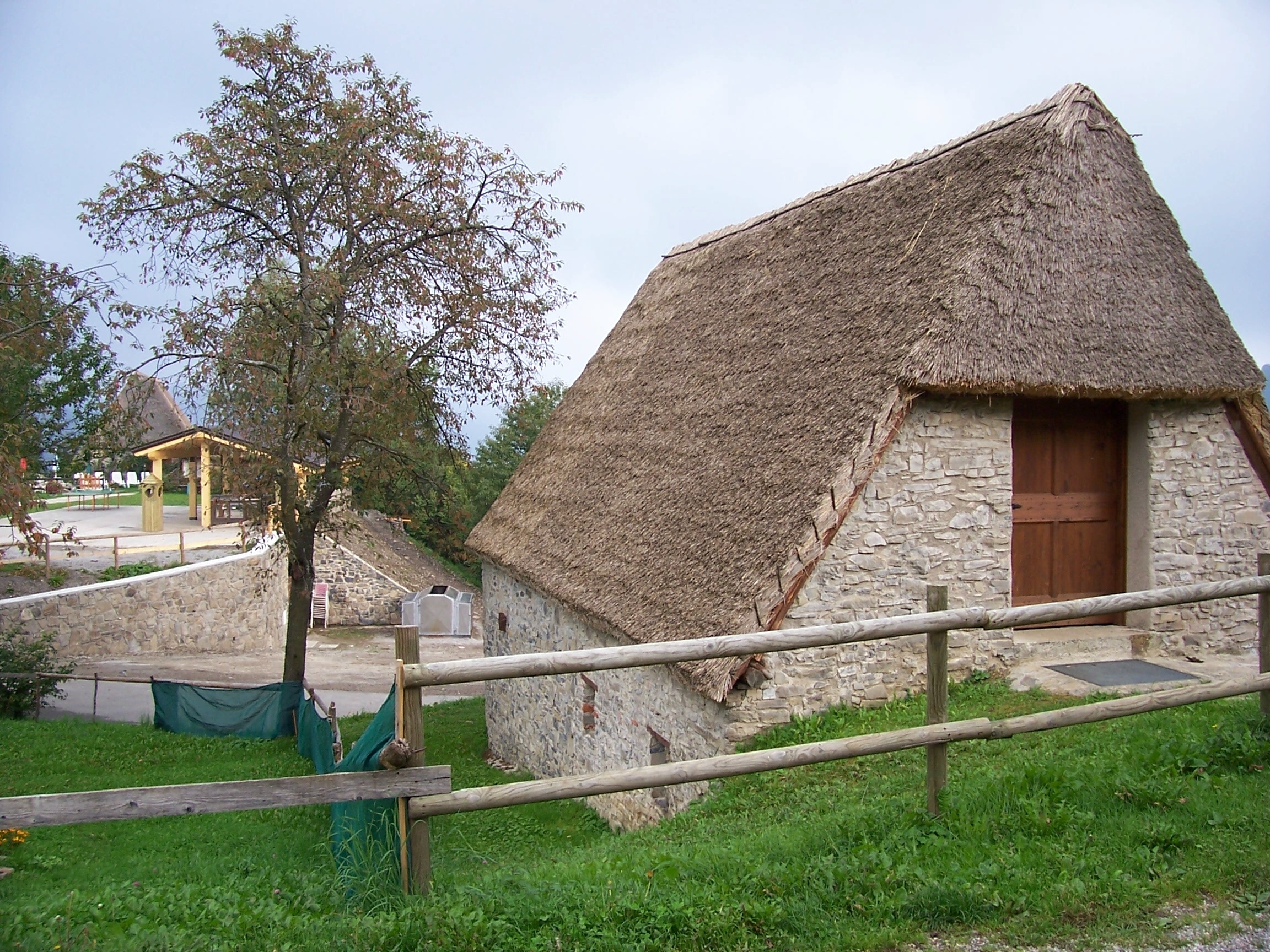
Cima Rest di Magasa. Qui si accamparono i garibaldini provenienti da Gargnano

Nella guerra del 1848 combatté gli austriaci a Badia, Governolo e Cornuda. Inquadrato nel battaglione Zambeccari fu a Vicenza, alla capitolazione di Treviso e a Bologna nel Battaglione Universitario Romano. Nel 1849 partecipò alla difesa della Repubblica Romana come sergente istruttore nella 1ª Legione Italiana.
Seguì Giuseppe Garibaldi nel disperato tentativo di raggiungere Venezia difesa dal Manin ma, braccato dagli austriaci, riparò nella repubblica di San Marino. Amnistiato ritornò a Castelmassa esercitandovi la professione di ingegnere civile. Nella campagna del 1859 entrò con il grado di tenente nella 7ª compagnia del 3º reggimento dei “Cacciatori delle Alpi” al comando di Nino Bixio.
Combatté pure nelle zone del lago di Garda come narra nelle sue memorie: “Accasermati a Bergamo animatissima si pensò alla formazione di un terzo battaglione del 3º reggimento nel quale passai con il grado di capitano dell'11ª compagnia con ordine del giorno 10 giugno. Il resto dei Cacciatori delle Alpi marciarono per Brescia dove arrivarono il giorno 14. Il nostro battaglione non ancora equipaggiato marciò il 14 per Brescia ove giungemmo il giorno 15. Poi di seguito si marciò verso Salò. Sul lago la nostra artiglieria danneggiò le imbarcazioni austriache. Intanto il generale Cialdini, lasciata una brigata a Salò, partiva con l'altra brigata per Rocca d'Anfo; intanto Garibaldi portò la sua brigata nei passi alpini di Bormio e del Tonale, eccettuato il nostro battaglione che prese stanza a Vobarno per l'armamento ed equipaggiamento destinato poi per la Valle Trompia a Collio e Monte Maniva”.
Nel 1860 partecipò alla campagna nell'Italia meridionale come capitano nella spedizione di Gaetano Sacchi del 19 luglio. Promosso maggiore combatté il 19 settembre sul Volturno a Caiazzo e il 1º ottobre a S. Angelo a Capua, ove per il valore dimostrato fu decorato con la medaglia d'argento al Valor militare.

### Nella terza guerra d'Indipendenza
Nel 1866 con lo scoppio della guerra contro l'impero Austroungarico ebbe il comando del 1º battaglione del 2º Reggimento Volontari Italiani posto al comando di Giuseppe Garibaldi. Fu a Magasa, a Cima Rest, al comando di un forte contingente di camicie rosse intento all'assedio del Forte d'Ampola. Il 18 luglio prese parte alla battaglia di Pieve di Ledro guidando una colonna d'attacco contro le truppe del maggiore Philipp Graf Grünne. Così descrive gli avvenimenti accaduti verso la fine della guerra:
“23 luglio- Fermi ai laghetti di Tiarno di Sopra e Ampola. Ricevo l'ordine dal generale di brigata di comandare il reggimento. 25 luglio- Il generale Ernesto Haug mi ordina di occupare Bezzecca, Locca, Lenzumo e Campi. Nei susseguenti giorni sino al primo agosto conservammo le prese posizioni intenti a riorganizzarsi. 3 agosto- Garibaldi ha portato ieri sera il suo quartier generale da Pieve di Bono a Storo, ed è partito per Salò. Vari reggimenti ancora marciano verso la Lombardia e si assicura l'armistizio convenuto. 5 e 6 agosto- La Gazzetta Ufficiale del Regno d'Italia del 3 informa dell'avvenuto armistizio coi preliminari di pace. Il Veneto ci viene ceduto, pel resto si attende la risoluzione di una conferenza per la rettifica dei confini. A questo punto chiesi un permesso di 12 giorni. Il generale Ernesto Haug non credendosi autorizzato a concederlo, mi consegna una lettera pel generale Garibaldi appoggiando la mia richiesta. Parto la notte col colonnello Giovanni Acerbi ed il giorno 6 da Garibaldi a Salò apprendiamo che l'armistizio, dato dalla Gazzetta Ufficiale non era stato firmato e le ostilità si sarebbero riprese il giorno 10. Arriva intanto a Bezzecca il generale Garibaldi. Da Storo ci veniva a dare gli ultimi ordini, quando verso Fiaroso lo raggiunse un telegramma che gli ordinava di sgomberare il Tirolo prima delle ore quattro antimeridiane del dì 11. Dopo colazione Garibaldi si mise in vettura in mezzo ai soliti evviva dei nostri soldati. Prima abbastanza disinvolto, poi un po' preoccupato s'alza ed a giusto sfogo dell'angoscia, che l'opprimeva prorompe le seguenti parole: “Comunque sia la cosa, si faccia o no la guerra, siete voi, ma voi soli che dovete emancipare il vostro Paese. A voi spetta il compito di liberare alfine questa terra che è terra nostra e di scacciare i ladri, finché ve ne sia uno. Ricordatevi bene le mie parole. Una volta fummo in trenta e poi in mille, oggi in quarantamila, domani all'occorrenza centomila. All'appello della Patria per Iddio: Non dovete trattenere né donne, né famiglia, tutti dovete accorrere…”.
L'Ocari prima di ripiegare dal Trentino si premunì di far collocare, a proprie spese, sulla parete del capitello di Pieve di Ledro una lapide marmorea che ricordasse i valorosi caduti nello scontro del 18 luglio. Abbattuta con il ritorno degli austriaci, fu ricollocata con una solenne cerimonia dopo la liberazione della prima guerra mondiale, il 24 agosto 1924.
Ancor oggi è là ben visibile e reca la seguente scritta: “A perpetua ricordanza dei prodi caduti combattendo per il riscatto della Patria il giorno 18 luglio 1866. Gli ufficiali italiani del 2º reggimento”. Fu decorato con la croce di cavaliere dell'ordine militare di Savoia “per distinti e ottimi servizi prestati nel decorso della campagna e per valore e perizia dimostrati guidando la colonna d'attacco da lui comandata a Pieve di Ledro”.

### La fine dell'avventura
Amos Ocari morì a Castelmassa il 27 aprile 1897, all'età di 74 anni, confortato dai sacramenti cristiani. Per volontà testamentaria la sua salma fu traslata a Bologna per l'incenerimento e le ceneri furono poi tumulate nel cimitero di Castelmassa. Nel 1911 l'Amministrazione Comunale per ricordare la figura e l'opera di questo intrepido garibaldino fece murare una lapide marmorea sulla facciata del Municipio (opera dello scultore ferrarese Amedeo Colla) e gli dedicò una strada cittadina.